# Kozacki pułk kawalerii Jungschulz

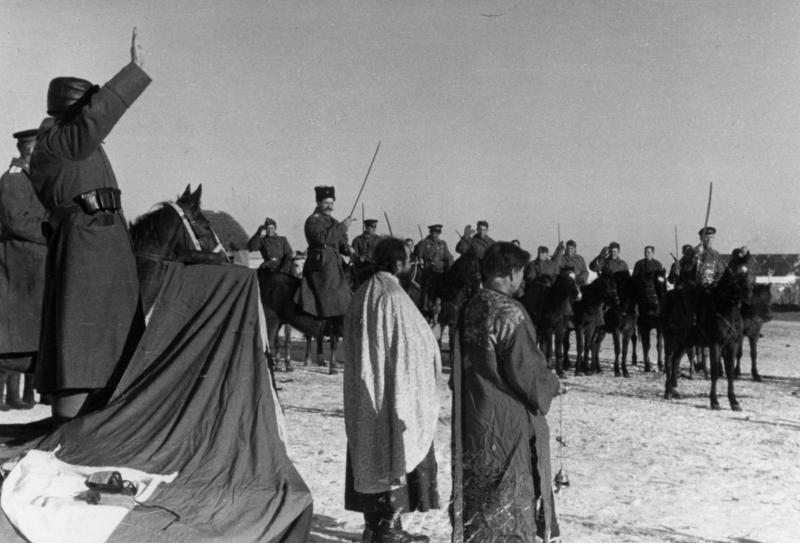
Kozacy w służbie niemieckiej

Kozacki pułk kawalerii „Jungschulz” (niem. Kosaken-Reiter-Regiment "von Jungschulz", ros. Казачий кавалерийский полк "Юнгшульц") – ochotnicza kolaboracyjna jednostka wojskowa kawalerii złożona z Kozaków i Niemców podczas II wojny światowej.
Pułk został sformowany na bazie Kavallerie Abteilung Fürst von Urach, latem 1942 r. w rejonie miejscowości Acikułak w składzie niemieckiej 1 Armii Pancernej. Jego dowódcą został Niemiec ppłk Joachim von Jungschulz (stąd jego nazwa). Składał się z dwóch szwadronów kawalerii, jednego złożonego tylko z Niemców, a drugiego z Kozaków.
Najaktywniejszą działalność bojową prowadził w II poł. 1942 r. na Kaukazie, gdzie działał wraz z kozackim pułkiem kawalerii "Platow". Początkowo operował na lewym skrzydle 1 Armii Pancernej nad rzeką Terek w rejonie Acikułaka i Budionnowska. Intensywne walki prowadził w dniach 17-19 października z oddziałami sowieckiej 4 Gwardyjskiej Dywizji Kawalerii Kozaków kubańskich, ponosząc duże straty. 30 października w składzie XXXX Korpusu Pancernego odrzucił atak sowieckiej kawalerii na Acikułak. Miesiąc później zwycięsko walczył z sowieckimi oddziałami, które przedostały się na tyły niemieckich wojsk w rejonie Mozdoku. Podczas działań na Kaukazie dołączyły do niego dwa ochotnicze oddziały kozackie w sile sotni składające się z miejscowych Kozaków i szwadron sformowany w Symferopolu na Krymie.
Pod koniec grudnia 1942 r. pułk liczył 1530 żołnierzy, w tym 30 oficerów i 150 podoficerów. Byli oni uzbrojeni w 56 karabinów maszynowych, 6 moździerzy, 42 działka przeciwpancerne. Po rozkazie dowódcy 1 Armii Pancernej odwrotu z Kaukazu, wydanym 2 stycznia 1943 r., odszedł na północny zachód do stanicy Jegorłykskaja, gdzie połączył się z oddziałami 4 Armii Pancernej. Następnie został podporządkowany 454 Dywizji Bezpieczeństwa i poprzez Rostów przemaszerował na tyły Grupy Armii "Don". Wiosną 1943 r. wszedł w skład formowanej w Mławie 1 Kozackiej Dywizji Kawalerii.